# مرد جوان
مرد جوان (به انگلیسی: Young Adam) محصول سال ۲۰۰۳‌‌‌ کشور‌‌‌‌‌‌‌‌‌‌‌‌‌‌‌‌‌‌‌ بریتانیا‌؛ فیلمی‌ در ژانر درام، جنایی و اروتیک به کارگردانی دیوید مکنزی است. این فیلم بر اساس رمانی به همین نام از (۱۹۵۴)  الکساندر تروکی ساخته شده است. فیلمنامه اثر نیز توسط دیوید مکنزی به رشته تحریر درآمده است. از ستارگان فیلم که در آن به ایفای نقش پرداخته اند، میتوان به  ایوان مک‌گرگور، تیلدا سوینتن، امیلی مورتیمر، پیتر مولان، یوان استوارت اشاره کرد.
این فیلم در بخش نگاه معین در جشنواره فیلم کن ۲۰۰۳ به نمایش درآمد و کاندید دریافت جایزه گردید. این فیلم همچنین در جشنواره فیلم مسکو، جشنواره فیلم ادینبورگ، جشنواره فیلم تلوراید، جشنواره بین‌المللی فیلم تورنتو و جشنواره فیلم آتن نمایش داده شد.

## جوایز و کاندیدها
این فیلم در مجموع ۲۴ بار کاندید دریافت جایزه از فستیوال های جهانی فیلم گردید و ۷ بار موفق به کسب آن شد.
بفتا اسکاتلند، آن را بهترین فیلم معرفی کرد و از ایوان مک گرگور به عنوان بهترین بازیگر مرد فیلم اسکاتلندی، تیلدا سوینتون به عنوان بهترین بازیگر زن فیلم اسکاتلندی و دیوید مکنزی به عنوان بهترین کارگردان تقدیر کرد. مک گرگور، سوئینتون، مکنزی و فیلم همگی نامزد جوایز فیلم مستقل بریتانیا بودند. انجمن کارگردانان بریتانیای کبیر مکنزی را برای جایزه «دی.جی.جی.بی» برای دستاورد کارگردانی برجسته در فیلم بریتانیا نامزد کرد. او برنده جایزه بهترین فیلم جدید بریتانیایی در جشنواره بین المللی فیلم ادینبورگ و برنده جایزه حلقه منتقدان فیلم لندن برای فیلم تازه وارد سال بریتانیا شد. نامزدهای حلقه منتقدان فیلم لندن برای بهترین فیلم و یوان مک گرگور برای بهترین بازیگر مرد بریتانیایی، تیلدا سوینتون برای بهترین بازیگر زن بریتانیایی، امیلی مورتیمر برای بهترین بازیگر زن سال بریتانیا و مکنزی برای کارگردانی سال بریتانیا و فیلمنامه نویس سال بریتانیا شد.

## داستان فیلم
سال ۱۹۵۴ اسکاتلند؛ جسد دختری برهنه به نام «کاترین دیملی» در رودخانه «کلاید»، توسط یک مرد جوان زیبا به نام «جو تیلور» و «لس گالت»  که صاحب کشتی «دوبه» است؛ از آب بیرون کشیده می شود. تحقیقات پلیس اسکاتلند شروع می شود.
جو به همراه لس و زنش «ایلا گالت» و فرزند پسرش «جیم» روی دوبه کار می کنند. جو که با مشاهده پنهانی لس و ایلا در هنگام رابطه زناشویی، به ناتوانی لس پی برده است؛ در هنگام صرف غذا پا و ران ایلا را لمس می کند و در فرصتی که از تنها گذاشتن لس در کافه نصیبش می شود؛ به دوبه برگشته و به ایلا پیشنهاد سکس می دهد. با تایید ایلا (بخاطر بیدار نشدن جیم)، آنها در بیرون قایق، به عشق بازی می پردازند.
با فلش بک متوجه می شویم، در گذشته جو با کاترین لب ساحل دریا آشنا می شود؛ آنها رابطه ای عاشقانه را شروع می کنند و جو که سودای نویسنده شدن را دارد، ۸ ماه در خانه مشغول تایپ کتابش است و کاترین بیرون خانه برای زندگیشان، کار می کند. وقتی کاترین به وضع موجود اعتراض می کند، جو با پاشیدن کیک و کثیف کردن بدن برهنه ایلا او را تنبیه بدنی می کند و با رابطه ای خشن، به او تجاوز می کند. رابطه آنها قطع می شود و جو که ماشین تحریرش را به آب انداخته است؛ با لس آشنا شده و دعوت به کار می شود. اما مدتی بعد جو، کاترین را لب ساحل می بیند و در زیر کامیون با او سکس می کند. کاترین به او می گوید که دو ماهه باردار است؛ و بچه از اوست. او درخواست ازدواج به جو می دهد؛ ولی جو می گوید، که او مرد زندگی نیست. جو  می پرسد آیا کاترین در این مدت که با او نبوده است؛ کسی را ملاقات می کرده است و کاترین می گوید او با لوله کشی به نام «دانیل گوردون» بوده است. جو که برافروخته می شود بچه را به گوردون نسبت می دهد؛ اما کاترین که مطمئن است که فرزندش حاصل ارتباط او با جو است؛ درهنگام توضیح دادن و برهنه، به کانال رودخانه می افتد؛ جو هیچ تلاشی برای نجات کاترین نمی کند و او غرق می شود. جو تمامی مدارک و لباس های کاترین را نابود می کند و به «دوبه» بر می گردد.
ایلا که احساس گناه می کند، جو را از خود می راند؛ ولی نمی تواند در مقابل درخواست جو مقاومت کند؛ و با او می خوابد. آنها از هر فرصتی برای عشق بازی استفاده می کنند و حالا دیگر ایلا است که به شدت وابسته جو شده است. جیم به مدرسه شبانه روزی فرستاده می شود؛ و این فرصت ها را برای عشق بازی ایلا و جو بیشتر می کند؛ تا جاییکه بعد از سکس، ناخواسته خوابشان می برد و لس که به دوبه برگشته و خیانت ایلا را می بیند؛ قایق را ترک می کند و ایلا با گرفتن وکیل کارهای طلاق وحضانت جیم را انجام می دهد. آنها همزمان با رابطه عاشقانه ای که دارند؛ برای خریدن خانه ای کوچک در «ادینبورگ» مدت ها بر روی دوبه کار و پس انداز می کنند.
گوردون به جرم کشتن کاترین بازداشت می شود. از طرفی شوهر خواهر ایلا به نام «گوین» در تصادف کشته می شود و ایلا او را به دوبه دعوت می کند. گوین به بهانه سینما رفتن با اجازه ایلا، با جو به شهر می رود؛ ولی بعد از مست کردن، جو را می فریبد و با او در خیابان سکس می کند. ایلا از لباس کثیف و خستگی گوین متوجه خیانت جو می شود؛ و به شهر می رود تا از لس دلجویی کند. جو نیز دوبه را ترک می کند و مستاجر خانه ای می شود که مرد آن خانه شب کار است. جو با زن آن مرد هم می خوابد.
جو که احساس گناه می کند؛ تمام ماجرا را در نامه ای نوشته، به دادستان می رساند؛ اما در دادگاه گوردون، گناه کار شناخته شده و به اعدام محکوم می شود.